# إبرا كيبي
إبرا كيبي (بالفرنسية: Ibra Kébé) هو لاعب كرة قدم سنغالي في مركز الدفاع، ولد في 24 ديسمبر 1978 في تييس ‏ في السنغال. شارك مع منتخب السنغال لكرة القدم. أما مع النوادي، فقد لعب مع ألانيا وأنجي محج قلعة وسبارتاك موسكو ونادي جان دارك.

## وصلات خارجية
- إبرا كيبي على موقع ناشيونال فوتبول تيمز (الإنجليزية)
- إبرا كيبي على موقع Soccerway.com (الإنجليزية)
- إبرا كيبي على موقع عالم كرة القدم.نت (الإنجليزية)